# Lucasfilm Animation
Lucasfilm Animation Ltd. LLC — анимационное подразделение Lucasfilm, основанное в 2003 году. Его первым крупным производством был художественный фильм «Звёздные войны: Войны клонов» и его спин офф телесериал. В сентябре 2016 года Дэйв Филони, известный своим вкладом в «Звёздные войны: Войны клонов» и «Звёздные войны: Повстанцы», принял предложение о наблюдении за развитием всех будущих проектов Lucasfilm Animation.

## Lucasfilm Animation Singapore (2003-2023)

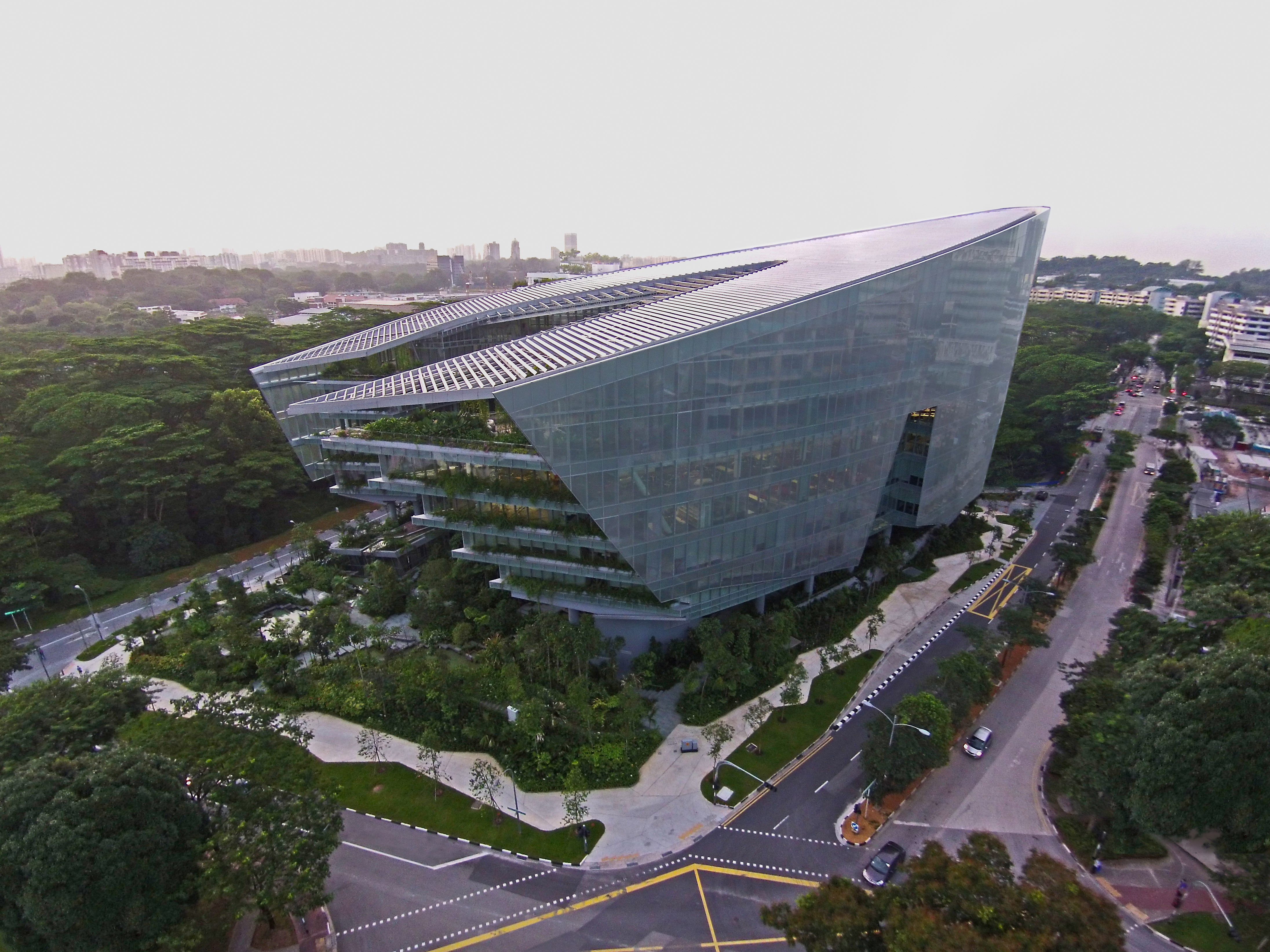
Sandcrawler (CX2-1) представляет собой восьмиэтажное здание, принадлежащее Lucas Real Estate Singapore и являющееся домом Lucasfilm Singapore, Walt Disney Company (Юго-Восточная Азия) и ESPN Asia Pacific, спроектированное Aedas.

Компания Lucasfilm Animation Singapore (LAS), основанная в 2003 году в Сингапуре в качестве средства привлечения кадров, открыла свои двери в октябре 2005 года. LAS тесно сотрудничает с Lucasfilm Animation. График производства LAS также включает вклады в проекты других компаний Lucasfilm. В то время как крупнейшая из производственных групп LAS сосредоточилась на «Звёздных войнах: Войнах клонов», в июле 2006 года LAS объявила о создании Game Group и Digital Artists Group (DAG). В связи с трудностями в выполнении технических и эстетических требований Войнах клонов, LAS был в конечном итоге снят с производства и освободил ряд сотрудников.
Game Group разработала и анонсировала «Звёздные войны: Войны клонов — Альянс джедаев» на Nintendo DS в 2008 году.
R2-D2 встречается в логотипе компании в конце «Звездных войн: Войны клонов».
Digital Artists Group служит расширением Industrial Light & Magic, внося свой вклад в работу ILM над визуальными эффектами художественных фильмов. LAS поддерживал производство видеоигр LucasArts и Lucasfilm Animation.
В ноябре 2007 года Lucasfilm Animation Singapore запустила программу Jedi Masters, оплачиваемую стажировку, предоставляющую молодым художникам возможности наставничества от профессионалов индустрии в ILM, LucasArts и LucasfilmAnimation. Программа Jedi Masters имеет классные помещения в сингапурской студии и сочетает в себе классные занятия с наставничеством в реальной производственной среде.
Из-за того что её старое здание потерпело повреждения от воды Lucasfilm Singapore переехала в новое здание в начале 2014 года.
В 2023 году филиал в Сингапуре был закрыт.

## Фильмография

### Полнометражные фильмы
- Звёздные войны: Войны клонов
- Странные чары

### Короткометражные фильмы
- Lego Star Wars короткометражки для Disney Channel:
  - Lego Star Wars: Revenge of the Brick (2005)
  - Lego Star Wars: The Quest for R2-D2 (2009)
  - Lego Star Wars: Bombad Bounty (2010)
  - Lego Star Wars: The Padawan Menace (2011)
  - Lego Star Wars: The Empire Strikes Out (2012)
  - Lego Indiana Jones and the Raiders of the Lost Brick (2008) для Disney Channel
  - Lego Star Wars: The New Yoda Chronicles (2014) для Disney XD

### Телевизионные сериалы
- Звёздные войны: Войны клонов (2008 — 2020) для Cartoon Network, Netflix и Disney+
- Звёздные войны: Повстанцы (2014—2018)[6] для Disney XD
- Lego Star Wars: The Freemaker Adventures (2016—2017) для Disney XD
- Звёздные войны: Силы Судьбы (2017 — 2018) для Disney Channel
- Звёздные войны: Сопротивление (2018 — 2020)[7] for Disney Channel
- Star Wars Detours (Отложенный)[8]

## Специальные телевизионные выпуски
- Star Wars Rebels: Spark of Rebellion (2014) для Disney Channel и Disney XD
- Star Wars Rebels: The Siege of Lothal (2015) для Disney XD
- Star Wars Rebels: Steps into Shadow (2016) для Disney XD
- Star Wars Rebels: Heroes of Mandalore (2017) для Disney XD
- Star Wars Rebels: In the Name of the Rebellion (2017) для Disney XD
- Star Wars Rebels: Family Reunion — and Farewell (2018) для Disney XD